# One UI Watch
One UI Watch는 삼성전자가 개발한 UI이며 삼성전자의 스마트워치용 UI이다. 2018년에 One UI와 함께 출시되었다.

## 버전
- One UI Watch 1.0: One UI Watch의 첫 번째 버전이다. 타이젠 4 기반 버전으로 출시되었다. 다양한 스타일의 신규 워치 페이스를 다운로드 받을 수 있다. 또한 백그라운드 앱 정리 및 배터리 최적화를 위한 설정을 추가하였다.
- One UI Watch 1.5: 빅스비 2.0으로 업데이트되었다. 절전 모드와 충전 중 AOD 화면을 보다 알기 쉽게 개선했다. 퀵패널의 아이콘의 배치를 변경하여 더 쉽게 조작할 수 있다. 타이머 및 스톱워치 앱을 보다 알기 쉽게 개선했다.
- One UI Watch 2.0: 타이젠 5 기반 버전이다. 운동 중 음성안내를 연결된 헤드셋으로 들을 수 있다. 달리기/자전거 운동의 자동 구간 기록 시 누적거리 및 심박 음성안내가 추가되었다.
- One UI Watch 3.0: Wear OS Powered by Samsung 3 기반 버전이다.
- One UI Watch 4.0: Wear OS Powered by Samsung 3.2 기반 버전이다.
- One UI Watch 4.5: Wear OS Powered by Samsung 3.5 기반 버전이다.
- One UI Watch 5.0: Wear OS Powered by Samsung 4 기반 버전이다.

## One UI Watch를 구동하는 기기
| 기기                      | 버전                                            |
| ------------------------- | ----------------------------------------------- |
| 삼성 갤럭시 워치 6 클래식 | One UI Watch 5.0 (Wear OS Powered by Samsung 4) |
| 삼성 갤럭시 워치 6        | One UI Watch 5.0 (Wear OS Powered by Samsung 4) |
| 삼성 갤럭시 워치 5 프로   | One UI Watch 5.0 (Wear OS Powered by Samsung 4) |
| 삼성 갤럭시 워치 5        | One UI Watch 5.0 (Wear OS Powered by Samsung 4) |
| 삼성 갤럭시 워치 4 클래식 | One UI Watch 5.0 (Wear OS Powered by Samsung 4) |
| 삼성 갤럭시 워치4         | One UI Watch 5.0 (Wear OS Powered by Samsung 4) |
| 삼성 갤럭시 워치3         | One UI Watch 2.0 (타이젠 5.5)                   |
| 삼성 갤럭시 워치 액티브2  | One UI Watch 2.0 (타이젠 5.5)                   |
| 삼성 갤럭시 워치 액티브   | One UI Watch 2.0 (타이젠 5.5)                   |
| 삼성 갤럭시 워치          | One UI Watch 2.0 (타이젠 5)                     |
| 삼성 갤럭시 기어 S3       | One UI Watch 1.5 (타이젠 4)                     |
| 삼성 갤럭시 기어 스포츠   | One UI Watch 1.5 (타이젠 4)                     |

## 같이 보기
- One UI